# Karthikappally
Karthikappally es una ciudad censal situada en el distrito de Alappuzha en el estado de Kerala (India). Su población es de 19021 habitantes (2011). Se encuentra a 31 km de Alappuzha.

## Demografía
Según el censo de 2011 la población de Karthikappally era de 19021 habitantes, de los cuales 8912 eran hombres y 10109 eran mujeres. Karthikappally tiene una tasa media de alfabetización del 93,72%, inferior a la media estatal del 94%: la alfabetización masculina es del 96,47%, y la alfabetización femenina del 91,34%.